# 귀르베탈

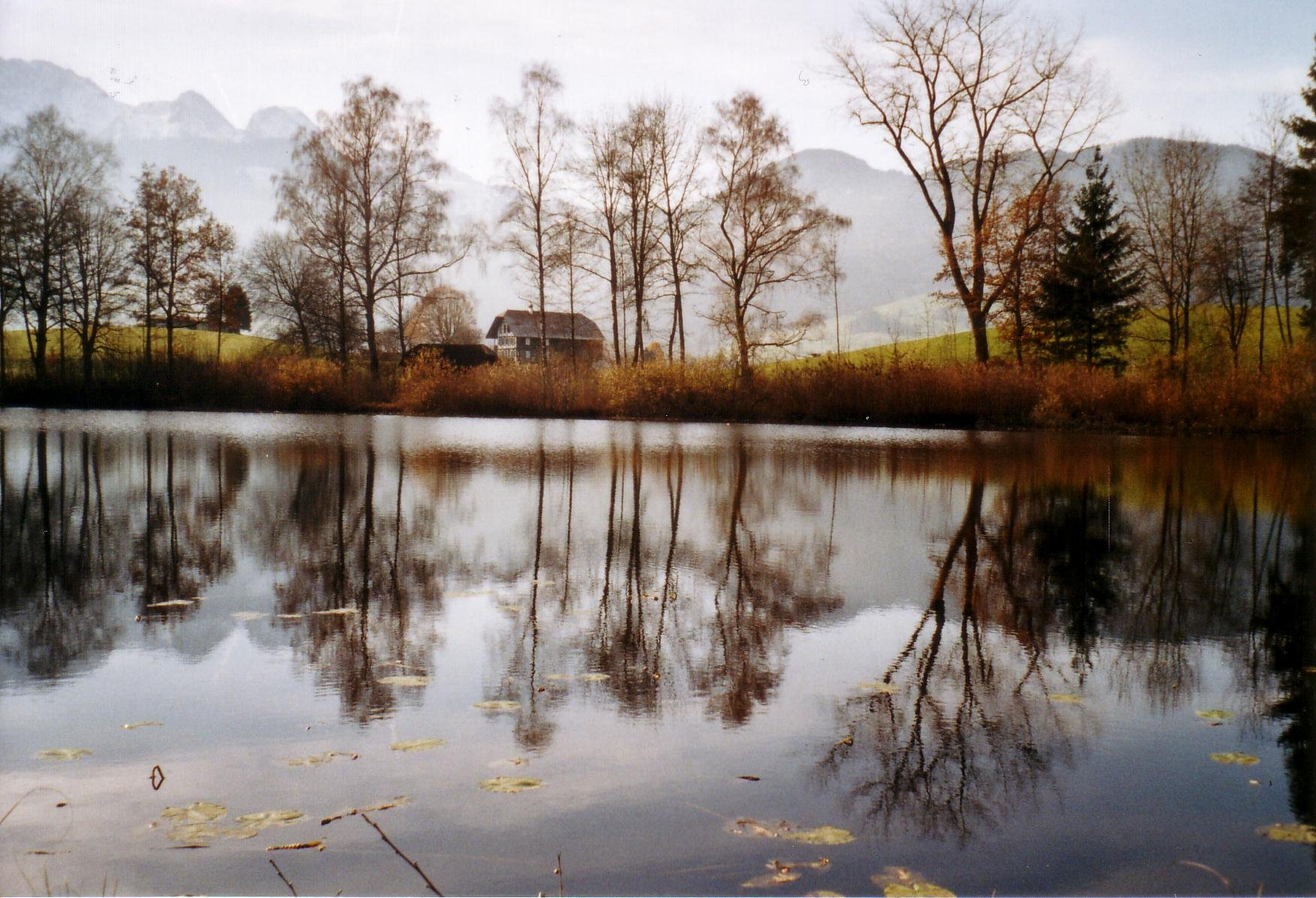
귀르베탈의 가이스트호

귀르베탈(Gürbetal) 또는 귀르베 계곡(Gürbe Valley)은 스위스 아레강 서쪽의 베른과 툰 마을 사이에 있다. 이곳은 제프티겐 시정촌과 그 주변을 포함한다. 계곡 이름은 그곳을 흐르는 귀르베강의 이름을 따서 명명되었다. 귀르베 계곡에서 가장 큰 도시는 벨프이다. 귀르베 계곡과 아레 계곡은 벨프베르크 언덕으로 구분된다.
귀르베 계곡은 폭이 1~2km에 이른다. 계곡 바닥은 평평하고 농업에 집중적으로 사용된다. 계곡의 홍수는 주변 지역의 배수를 허용하기 위해 운하에 의해 통제되었다. 이를 통해 과수원과 채소밭이 자랄 수 있었다. 양배추는 비옥한 검은 계곡 바닥에서 자라는 주요 작물이다. 양배추의 소금에 절인 양배추는 부르키슈타인과 뮐레트후르넨의 가공 센터에서 만들어진다 . 이러한 이유로 귀르베 계곡은 종종 "양배추 땅"(스위스-독일어: Chabisland)이라고 불리기도 한다.